# Карбах (Баварія)
Карбах (нім. Karbach) — громада в Німеччині, знаходиться в землі Баварія. Підпорядковується адміністративному округу Нижня Франконія. Входить до складу району Майн-Шпессарт. Складова частина об'єднання громад Марктгайденфельд.
Площа — 24,15 км2. Населення становить 1477 ос. (станом на 31 грудня 2020).